# Ukrainische Eishockeyliga 2015
Die Saison 2015 war die 22. Spielzeit der ukrainischen Eishockeyliga, der höchsten ukrainischen Eishockeyspielklasse. Meister wurde zum zweiten Mal in der Vereinsgeschichte  der HK ATEK Kiew. Die Saison begann aufgrund der politischen und wirtschaftlichen Krise in der Ukraine erst im Februar 2015 und endete im April desselben Jahres. Von den Teilnehmern des Vorjahres verblieben nur die Generals Kiew, während sich alle anderen Klubs aus finanziellen Gründen zurückgezogen hatten.

## Modus
Die vier Mannschaften absolvierten in der Hauptrunde insgesamt 12 Spiele. Alle teilnehmenden Mannschaften qualifizierten sich für die Playoffs, in denen der Meister ausgespielt wurde. Für einen Sieg nach regulärer Spielzeit erhielt jede Mannschaft drei Punkte, für einen Sieg nach Overtime zwei Punkte, bei einer Niederlage nach Overtime gab es ein Punkt und bei einer Niederlage nach regulärer Spielzeit null Punkte.

## Hauptrunde
|    | Klub             | Sp | S | OTS | OTN | N | Tore  | Punkte |
| -- | ---------------- | -- | - | --- | --- | - | ----- | ------ |
| 1. | HK Krementschuk  | 12 | 9 | 1   | 1   | 1 | 52:28 | 30     |
| 2. | HK Generals Kiew | 12 | 5 | 0   | 0   | 7 | 41:47 | 15     |
| 3. | HK ATEK Kiew     | 12 | 4 | 1   | 0   | 7 | 49:55 | 14     |
| 4. | Wytjas Charkiw   | 12 | 4 | 0   | 1   | 7 | 42:54 | 13     |

Sp = Spiele, S = Siege, OTS = Overtime-Siege, OTN = Overtime-Niederlage, N = Niederlagen

## Play-offs
|  | Halbfinale | Halbfinale      | Halbfinale |  |  | Finale | Finale          | Finale |
|  |            |                 |            |  |  |        |                 |        |
|  |            |                 |            |  |  |        |                 |        |
|  | 1          | HK Krementschuk | 2          |  |  |        |                 |        |
|  | 4          | Wytjas Charkiw  | 1          |  |  |        |                 |        |
|  |            |                 |            |  |  | 1      | HK Krementschuk | 1      |
|  |            |                 |            |  |  | 3      | HK ATEK Kiew    | 2      |
|  | 2          | Generals Kiew   | 0          |  |  |        |                 |        |
|  | 3          | HK ATEK Kiew    | 2          |  |  |        |                 |        |
|  |            |                 |            |  |  |        |                 |        |

## Kader des ukrainischen Meisters
| Ukrainischer Meister HK ATEK Kiew | Torhüter: Kyrylo Kutscher, Serhij Ljultschuk, Oleh Chonin Abwehr: Oleh Blahoj, Andrij Hryzai, Pawlo Dworezkyj, Wladyslaw Schurawel, Illja Romanenko, Dmytro Tolkunow, Denys Chonin, Jauhen Krywamas Angriff: Taras Beha, Olexander Bobkin, Olexander Sinewytsch, Witalij Hawryljuk, Wolodymyr Karpenko, Wladyslaw Kurskyj, Serhij Lewzow, Ihor Ljuljuk, Wladyslaw Makorewytsch, Bohdan Marinitsch, Serhij Rowynez, Anton Rosljakow, Denys Sewastjanow, Serhij Suprun, Kyrylo Frolenko, Bohdan Tschernenko, Andrij Scheremeta, Olexander Jakowenko, Oleksij Janischewskyj, Denys Dmytrenko, Heorhyj Kitscha Trainerstab: Serhij Suprun, Taras Beha |